# Rzgów (gmina w województwie wielkopolskim)
Rzgów – gmina wiejska w województwie wielkopolskim, w powiecie konińskim. W latach 1975–1998 gmina położona była w województwie konińskim.
Siedziba gminy to Rzgów.
Według danych z 30 czerwca 2004 gminę zamieszkiwało 6840 osób. Natomiast według danych z 31 grudnia 2017 roku gminę zamieszkiwało 7245 osób.
Według danych z 31 grudnia 2019 roku gminę zamieszkiwało 7275 osób.

## Struktura powierzchni
Według danych z roku 2002 gmina Rzgów ma obszar 104,68 km², w tym:
- użytki rolne: 71%
- użytki leśne: 20%

Gmina stanowi 6,63% powierzchni powiatu.

## Demografia
Dane z 31 grudnia 2017 roku:
| Opis                              | Ogółem | Ogółem | Kobiety | Kobiety | Mężczyźni | Mężczyźni |
| --------------------------------- | ------ | ------ | ------- | ------- | --------- | --------- |
| jednostka                         | osób   | %      | osób    | %       | osób      | %         |
| populacja                         | 7 245  | 100    | 3 654   | 50,4    | 3 591     | 49,6      |
| gęstość zaludnienia (mieszk./km²) | 69     | 69     | 35      | 35      | 34        | 34        |

- Piramida wieku mieszkańców gminy Rzgów w 2014 roku[1].

## Sołectwa
Babia, Barłogi, Błonice, Bobrowo, Bożatki, Branno, Dąbrowica, Goździków, Grabienice, Kowalewek, Kurów, Modła, Osiecza Druga, Osiecza Pierwsza, Rzgów (miejscowości: Rzgów Drugi i Rzgów), Sławsk, Świątniki, Witnica, Zarzew, Zarzewek, Zastruże.

## Pozostałe miejscowości
Józefowo, Mądroszki, Wojciechowo

## Sąsiednie gminy
Golina, Grodziec, Lądek, Rychwał, Stare Miasto, Zagórów